# Jádson Alves dos Santos
Jádson Alves dos Santos (* 30. srpna 1993, São Bernardo do Campo) známý i pouze jako Jádson je brazilský fotbalový záložník a mládežnický reprezentant hrající za klub Udinese Calcio.

## Klubová kariéra
V roce 2013 přestoupil z Botafoga do italského klubu Udinese Calcio.